# اچ‌ام‌اس ایمپلیسبل (۱۸۹۹)
اچ‌ام‌اس ایمپلیسبل (۱۸۹۹) (به انگلیسی: HMS Implacable (1899)) یک کشتی بود که طول آن ۴۱۱ فوت (۱۲۵ متر) waterline بود. این کشتی در سال ۱۸۹۹ ساخته شد.